# Lúcifer (DC Comics)
Lúcifer Morningstar é um personagem da editora Vertigo, uma divisão da DC Comics, bem como sua revista em quadrinhos homônima. O personagem é diretamente baseado no anjo caído e visualmente inspirado em David Bowie, como solicitado por Neil Gaiman para os desenhistas.

## Personagem
A primeira aparição oficial do personagem foi na revistinha Superman's Pal Jimmy Olsen #65, onde Jimmy Olsen, em um sonho encontra um homem que se intitula Senhor L, quem pensa ser ancestral de Lex Luthor e faz um trato com ele, porém as consequencias são terriveis ao descobrir que o homem é na verdade o anjo caído Lucifer.
Após isso o personagem foi constantemente modificado, tendo aparecido em Weird Mystery Tales #4, Blue Devil #31, DC Special Series #8, sem falar de várias diferentes versões de Satan que aparecem em diferentes histórias.

## Hellblazer
Garth Ennis introduziu um personagem que deveria ser o diabo na série de Constantine, porém com o arco da estação das brumas em Sandman ele teve que remodelar o personagem que passou a ser conhecido como O Primeiro dos Caidos.
O próprio Lucifer é mencionado em algumas histórias, como quando é dito que se Lúcifer ainda comandasse o inferno Constantine não precisaria se preocupar, pois ele provavelmente ficaria entediado e deixaria-o ir, mas o Primeiro dos Caidos era extremamente rancoroso, em outro momento é dito que o verdadeiro motivo pelo qual o Primeiro dos Caidos odiava Lucifer era por sempre perder para ele no Xadrez.

## Sandman
Lúcifer é mais conhecido por sua aparição no famoso quadrinho de Neil Gaiman, Sandman onde participa do Triunviráto do Inferno, primeiramente aparece no arco "Prelúdios e Noturnos"
Depois, em "Estação das Brumas", ele aparece com mais ênfase. Aborrecido de sua existencia como Senhor do Inferno, Lúcifer expulsa todos os demonios e almas condenadas do Inferno, para depois fechar suas portas e entregar a chave a Sonho dos Perpétuos (personagem protagonista da série Sandman), obviamente prevendo que a possessão da chave iria colocá-lo em maus lençóis. Entrementes, o Inferno acaba nas mãos de dois anjos, Duma (o anjo do silencio) e Remiel, enquanto que Lúcifer se retira para a Terra, onde se torna pianista.

## Lucifer (Série)
A série se desenvolve ao redor de Lucifer Morningstar (Tom Ellis), que está entediado e infeliz como o Senhor do Inferno. Ele renuncia seu trono e abandona seu reinado para tirar férias em Los Angeles, onde dá início a uma casa noturna com a ajuda de sua aliada demoníaca, Mazikeen Smith (Lesley-Ann Brandt). Depois que uma celebridade a quem Lucifer ajudou a alcançar a fama é assassinada, ele se envolve com a polícia de Los Angeles, onde começa a trabalhar com a Detetive Chloe Decker (Lauren German), e resolver casos de homicídio, para assim, encontrar os responsáveis, e "puní-los".

### Arrowverse
Em 10 de dezembro 2019, Tom Ellis apareceu como Lucifer no crossover do Arrowverse, "Crise nas Infinitas Terras". O personagem apareceu no episódio "Crise nas Infinitas Terras: Parte 3" pela série de The Flash. 

## Poderes
Lucifer é considerado por muitos o segundo personagem mais poderoso do Universo DC, perdendo apenas para seu criador Yahweh e empatando com seu irmão Miguel Demiurgos, ele pode manipular a realidade,mas ele não pode destruir ou criar matéria  ele só molda a seu bel-prazer, sendo tido como aquele que moldou o universo enquanto Miguel o criou com o poder de Yahweh.
Apesar disso Lucifer dificilmente usa seus poderes preferindo sempre usar de estratégias, tendo derrotado Amenadiel mesmo estando quase sem poderes, se necessário ele costuma usar golpes baseados em fogo e luz em referência a seu nome Estrela da Manhã.